# Francesco Oliva
Francesco Oliva (Papasidero, 14 gennaio 1951) è un vescovo cattolico italiano, dal 5 maggio 2014 vescovo di Locri-Gerace.

## Biografia
Nasce ad Avena, frazione del comune di Papasidero, in provincia di Cosenza e allora nella diocesi di Cassano all'Jonio, il 14 gennaio 1951.

### Formazione e ministero sacerdotale
Dopo la maturità classica, conseguita presso il Liceo "Campanella" di Reggio Calabria, frequenta gli studi teologici al pontificio seminario regionale "papa Pio X" di Catanzaro.
Il 5 gennaio 1976 è ordinato presbitero, dal vescovo Domenico Vacchiano, per la diocesi di Cassano all'Jonio.
Dopo l'ordinazione si trasferisce a Roma per perfezionare la sua preparazione; nel 1976 consegue il diploma di archivista presso l'Archivio segreto vaticano e nel frattempo è vicario parrocchiale della chiesa di Santa Gemma Galgani a Roma, dal 1977 al 1978.
Ritornato in diocesi diventa vicario parrocchiale a Santa Maria del Piano a Verbicaro, dal 1978 al 1980, quando diviene canonico del capitolo della cattedrale di Cassano all'Ionio, incarico ricoperto fino alla nomina episcopale. Nel 1981 ottiene il dottorato in utroque iure alla Pontificia Università Lateranense di Roma. Tornato in diocesi è nominato difensore del vincolo presso il tribunale ecclesiastico regionale calabro, dal 1982 al 1992; presso il seminario diocesano è pro-rettore, dal 1983 al 1984 e padre spirituale, dal 1984 al 1985, quando diviene presidente dell'Istituto diocesano per il sostentamento del clero, dal 1985 al 1995 e parroco di San Girolamo a Castrovillari, dal 1985 al 2014.
Consegue, inoltre, nel 1991 il diploma di avvocato rotale presso il Tribunale della Rota Romana e la laurea in pedagogia presso la Libera Università Maria Santissima Assunta. Dopo questi studi diventa giudice ecclesiastico del tribunale regionale calabro e docente di diritto canonico all'istituto teologico calabro di Catanzaro, dal 1992 al 2014. Dal 2001 è inoltre docente invitato all'Università degli Studi "Magna Græcia" di Catanzaro e all'istituto "Pastor Bonus" di Dipodi (Lamezia Terme), dal 2001 al 2005, quando diventa vicario giudiziale della diocesi di Cassano all'Jonio, dal 2005 al 2007; nel 2006 è nominato vicario foraneo di Castrovillari, incarico ricoperto fino al 2012.
Nel 2008 il vescovo Vincenzo Bertolone lo nomina vicario generale di Cassano all'Ionio e il 22 agosto dello stesso anno è insignito del titolo onorifico di prelato d'onore di Sua Santità; il suo incarico cessa dopo la nomina del vescovo Vincenzo Bertolone ad arcivescovo metropolita di Catanzaro-Squillace, e viene eletto amministratore diocesano di Cassano all'Ionio. Il nuovo vescovo Nunzio Galantino lo conferma vicario generale nel 2012; ricopre l'incarico fino alla nomina episcopale.

### Ministero episcopale
Il 5 maggio 2014 papa Francesco lo nomina vescovo di Locri-Gerace; succede a Giuseppe Fiorini Morosini, precedentemente nominato arcivescovo metropolita di Reggio Calabria-Bova. Il 20 luglio successivo riceve l'ordinazione episcopale, nella concattedrale di Gerace, dal vescovo Nunzio Galantino, co-consacranti gli arcivescovi Giuseppe Fiorini Morosini e Salvatore Nunnari. Durante la stessa celebrazione prende possesso della diocesi.
Il 1º luglio 2021 è nominato amministratore apostolico di Mileto-Nicotera-Tropea dopo le dimissioni del vescovo Luigi Renzo; ricopre tale ufficio fino al 2 ottobre successivo, giorno dell'ingresso del nuovo vescovo Attilio Nostro.

## Genealogia episcopale
La genealogia episcopale è:
- Cardinale Scipione Rebiba
- Cardinale Giulio Antonio Santori
- Cardinale Girolamo Bernerio, O.P.
- Arcivescovo Galeazzo Sanvitale
- Cardinale Ludovico Ludovisi
- Cardinale Luigi Caetani
- Cardinale Ulderico Carpegna
- Cardinale Paluzzo Paluzzi Altieri degli Albertoni
- Papa Benedetto XIII
- Papa Benedetto XIV
- Papa Clemente XIII
- Cardinale Enrico Benedetto Stuart
- Papa Leone XII
- Cardinale Chiarissimo Falconieri Mellini
- Cardinale Camillo Di Pietro
- Cardinale Mieczysław Halka Ledóchowski
- Cardinale Jan Maurycy Paweł Puzyna de Kosielsko
- Arcivescovo Józef Bilczewski
- Arcivescovo Bolesław Twardowski
- Arcivescovo Eugeniusz Baziak
- Papa Giovanni Paolo II
- Cardinale Carlo Maria Martini, S.I.
- Cardinale Dionigi Tettamanzi
- Cardinale Angelo Bagnasco
- Vescovo Nunzio Galantino
- Vescovo Francesco Oliva

## Riconoscimenti
- Cittadinanza onoraria conferita dal comune di Gerace nel 2015[4]
- Premio internazionale Bonifacio VIII "per una cultura della pace"